# Банкс (остров)
Банкс (Бэнкс, остров Банкса, англ. Banks Island) — остров, расположенный в административном регионе Инувик Северо-Западных территорий, Канада. Один из крупнейших и самый западный из островов Канадского Арктического архипелага.

## География
Остров Банкс, административно принадлежащий к административному региону Инувик Северо-Западных территорий, является самым западным в Канадском Арктическом архипелаге. На западе омывается морем Бофорта. Отделён от островов Принс-Патрик и Мелвилл на севере проливом Мак-Клур, от острова Виктория на востоке проливом Принца Уэльского и от материковой Канады на юге заливом Амундсена.
В длину с севера на юг остров достигает 400 км, в ширину от 180 до 290 км. При площади 70 028 км² это пятый по размерам остров Канады и 24-й в мире. Общая длина береговой линии 1920 км. Большие бухты — Де-Сали (на юго-востоке), Тисиджер (на юго-западе), Бернет и Сторкерсон (на западе).
Крайние точки: мыс Принс-Альфред на северо-западе, мыс Келлетт — на юго-западе, мыс Ламтон — на юге, мыс Рассел — на востоке и мыс Ротсли — на севере.
Топографически Банкс разделяется на три зоны — плато на юге и на севере, между которыми располагается низменная центральная часть острова. Северное плато обрывается в море утёсами (высота которых достигает 335 м), но в восточной части подверглось эрозии и достаточно круто спускается по направлению к центру острова, сменяясь холмистыми низинами. Остальная часть низменного центрального Банкса в основном плоская, покрытая ледниковыми отложениями, с широкими речными долинами, неразличимыми в снежные месяцы, и редкими невысокими холмами. На востоке низменности, где проходила основная ледниковая активность, имеются многочисленные озёра и друмлиновидные гребни; на западной прибрежной равнине, сложённой песками и гравием, относящимися к третичному периоду и раннему плейстоцену, ледниковых отложений нет.
Южное плато отделяет от центральной низменности река Масик, берущая начало на восточном побережье и впадающая в залив на западном. Южная часть острова сложена вулканическими и осадочными породами. Как на юго-западной, так и на юго-восточной оконечности острова расположены высокие утёсы. На юго-востоке утёсы сформированы жёлтыми, белыми и красными кварцитами. Юго-запад образован докембрийскими породами, которые не менее чем на 325 млн лет старше, чем остальная часть острова — северное плато сложено из известняка). В этой части Банкса расположены скалы Нельсон-Хед высотой 425 м, а низины в центральной части Банкса в основном образованы позднепротерозойскими породами с интрузиями габбро. На крайнем юге острова расположена и его высшая точка — вершина Дарем-Хайтс (согласно Британской энциклопедии, высота над уровнем моря 760 м, согласно Канадской энциклопедии — 730, а посвящённый альпинизму сайт Peakbagger оценивает её в 724 м).
Крупнейшие реки острова — Биг, Бернард и Томсен — начинаются в юго-восточной части Банкса и текут по его низменной центральной части. Томсен — самая северная река Канады, доступная для каноэ — протекает через национальный парк Олавик. Реки Биг-Ривер и Бернард текут на запад в Северный Ледовитый океан, река Томсен — на север в пролив Мак-Клур.
Под северным плато залегают слои твёрдого нечистого угля. Более мягкий уголь обнаружен рядом с заливом Мерси. Предполагается также наличие месторождений урана в мезозойских и третичных осадочных породах; в северо-восточной части Банкса ведётся поиск алмазов.
Климат на северо-западном побережье острова, омываемом морем Бофорта, характеризуется как нижнеарктический, в центральной части Банкса — как центрально-арктический. Среднегодичные температуры на побережье моря Бофорта, испытывающем смягчающее влияние открытого водного пространства летом и ранней осенью, составляют −14 °C; средняя температура зимой −29 °C, летом 1 °C. На большей части территории Банкса диапазон температур шире — от −30 °C зимой до 2 °C летом (среднегодичная температура −16 °C). Средний объём осадков — 100-200 мм в год.

## Экология
Остров Банкс находится в двух североамериканских экологических регионах, выделяемых Всемирным фондом дикой природы, — арктической прибрежной тундры и полярной тундры.
На западном побережье преобладают аллювиальные перемешанные и статичные криосоли, в центральной его части — перемешанные криосоли на основе ледниковых наносов. От четверти до трети площади западной прибрежной равнины и значительную часть территории центрального региона составляют заболоченные земли — в основном низинные болота, иногда с небольшими торфяными буграми, или прибрежные болота вдоль русел мелководных ручьёв и морского берега. Под верхним слоем почв залегает глубокий неразрывный слой вечной мерзлоты с высоким содержанием льда в форме ледяных клиньев.
На Банксе не растут деревья, самое высокое растение на острове — ива арктическая, которая изредка достигает высоты человеческого колена, обычно же не выше 10 см. Основу растительного покрова острова составляют мхи и низкорастущие травы и кустарники, в том числе, помимо ивы арктической, камнеломка супротивнолистная, мак полярный, разные виды осок, кобрезий и дриад.
На острове распространены овцебыки. Первую партию овцебыков для Таймыра канадские зоологи отловили в 1974 году на Банксе. Поголовье овцебыков на Банксе достигло почти 35 тысяч в 1989 году и почти 70 тысяч в 2001 году, но с тех пор упало примерно на 70 % из-за инфекционного заболевания, вызванного бактерией Еrysipelothrix rhusiopathiae. Имеется большая популяция песцов. Другие млекопитающие Банкса — арктические беляки, волки, лемминги, горностаи, карибу, белые медведи; изредка появляются гризли. В морских водах вблизи Банкса обычны белухи, гренландские киты, тюлени и моржи. В низовьях рек Сакс, Де-Сали и Томсен ловится арктический голец, а в реке Томсен водятся также сельдевидный сиг, озёрный голец-кристивомер, сибирская ряпушка и девятииглая колюшка.
Из птиц характерны белая сова и другие хищники (в том числе сапсан и мохноногий канюк), морские и водоплавающие виды. У впадения реки Эгг в реку Биг расположено крупнейшее в Западной Арктике место гнездования и размножения малого белого гуся. В 1995 году здесь гнездилось почти полмиллиона птиц — 10 % мировой популяции белого гуся. На острове расположены два заповедника для перелётных птиц — меньший в низовьях реки Томсен (часть национального парка Олавик) и больший, занимающий юго-западную четверть острова вокруг Сакс-Харбора.
Именно здесь впервые в мире был найден гибрид белого и бурого медведя.

## История
Археологические находки указывают на человеческое присутствие на Банксе как минимум в течение последних 3000 лет. Наиболее ранние артефакты относятся к дорсетской культуре, более поздние — к культурам туле и медных инуитов. Остатки строений, относящихся к протоинуитской культуре туле, демонстрируют наличие постоянных поселений на острове около 500 лет назад. Однако к моменту, когда до него около двух веков назад добрались европейские исследователи, инуиты, по-видимому, появлялись там только в летние месяцы, когда охотничьи партии приходили на Банкс с соседнего острова Виктория.
Европейские полярные исследователи впервые увидели остров в августе 1820 года, когда его наблюдал с острова Мелвилл Фредерик Бичи, член экспедиции Уильяма Парри. Парри назвал открытую землю именем Джозефа Банкса, президента Лондонского королевского общества. 30 лет спустя, 7 сентября 1850 года, юго-западную оконечность острова наблюдал Роберт Мак-Клур, давший ему имя Земля Бэринга (в честь первого лорда Адмиралтейства Френсиса Бэринга). Экспедиция Мак-Клура в 1850—1852 годах обследовала всё побережье острова, остановившись на зимовку в 1851/52 годах в бухте Мерси на его северном берегу. В 1852 году, однако, остров не удалось покинуть из-за ледовой обстановки, и экспедиция осталась на нём на вторую зимовку. В апреле 1853 года Генри Келлеттом на помощь команде Мак-Клура была направлена с острова Мелвилл спасательная группа, снявшая зимовщиков с острова Банкс 3 июня того же года. Корабль Мак-Клура Investigator был брошен в бухте и в течение нескольких следующих десятилетий (вплоть до 1890 года) служил инуитам острова Виктория источником дерева и металла.
В начале 1900-х годов остров Банкса посетили несколько морских экспедиций и санных исследовательских партий с соседних островов Арктического архипелага; масштабные исследования внутренних районов острова были предприняты экспедицией Вильялмура Стефанссона летом 1915 года. Важные ботанические, геологические и географические наблюдения были сделаны в 1949 году норвежской экспедицией, а в 1952—1953 годах подробное картографирование побережья Банкса предпринял Томас Маннинг.
С конца 1920-х годов на острове начали зимовать семьи инуитов из дельты Маккензи, занимавшиеся промыслом песца и летом возвращавшиеся на материк для сбыта шкур. Одним из основных мест их зимовки стала бухта Сакс на юго-западе острова, в своё время названная в честь судна экспедиции Стефанссона Mary Sachs. В 1953 году в этом месте был основан пост Королевской канадской конной полиции, вокруг которого вскоре сформировалось постоянное инуитское поселение Сакс-Харбор. С 1954 года в бухте Сакс начала работу метеорологическая и радиостанция; ещё одна станция вела работу с мыса Джонсон.

## Население
Сакс-Харбор, или Икхуак, остаётся единственным постоянным населённым пунктом на острове Банкс. Помимо этого, на Банксе периодически проживают трапперы. Согласно переписи населения 2016 года, население Сакс-Харбора составляло 103 человека — падение на 8 % по сравнению с 2011 годом
.